# Заксон, Михаил Борисович
Михаил Борисович Заксон (1921—2003) — советский разработчик наземных и бортовых антенных устройств для систем ПВО С-25, С-75, С-125, С-200, С-225, лауреат Государственной премии СССР.

## Биография
Окончил Всесоюзный заочный институт связи (1945)
Работал в КБ-1, ведущий конструктор по антеннам, начальник антенного отдела.
С 1969 года в КБРП: главный конструктор — научный руководитель предприятия, в конце 1971 года переведён на должность заместителя начальника КБ по научной работе.
С 1975 по 1999 год начальник отдела в ЦНИИ «Комета».
Разработчик наземных и бортовых антенных устройств для систем ПВО С-25, С-75, С-125, С-200, С-225.
В 1970—1973 годах — заместитель заведующего кафедрой «Прикладная электродинамика» МФТИ.
Умер 12 января 2003 г. в Германии, куда отправился на операцию по корректировке зрения.

## Награды и почётные звания
Доктор технических наук, профессор, заслуженный деятель науки РФ (1997), лауреат Государственных премий СССР (1980 — за создание первого в мире космического радиотелескопа КРТ-10 и проведение с ним экспериментальных работ на борту долговременной орбитальной станции «Салют-6») и Грузинской ССР.
Награждён орденами Ленина и Трудового Красного Знамени (дважды).